# Чрезвычайное положение в Индии (1975—1977)
Чрезвычайное положение в Индии (хинди आपातकाल (भारत); англ. The Emergency (India)) — авторитарное правление Индиры Ганди и Индийского национального конгресса с июня 1975 по март 1977 года. Имело целью подавление политической оппозиции и массового недовольства в стране, укрепление властных позиций ИНК и его лидера. Характеризовалось отменой конституционных гарантий, запретом оппозиционных организаций, цензурой СМИ, политическими репрессиями, резким ужесточением социальной политики. Завершилось поражением ИНК на парламентских выборах и приходом к власти оппозиционной коалиции.

## Авторитарные тенденции и падение популярности правительства
За первые пять лет премьерства — с 1966 по 1971 год — Индира Ганди установила полный контроль над политической системой государства. Правительство формировалось ИНК. Правящая партия располагала стабильным большинством в парламенте. Силовые структуры замыкались на премьер-министра. Исполнительная власть сконцентрировалась в премьерском секретариате, которым управляла лично Ганди, её младший сын Санджай и несколько приближённых функционеров ИНК. Государственные чиновники, как правило, состояли в партии Ганди. В самом ИНК была проведена чистка, вынудившая ряд влиятельных ветеранов, не согласных с линией Ганди, покинуть партию.
В первые годы правления Ганди пользовалась широкой популярностью в стране. Этому способствовали несомненная личная харизма, мощная пропаганда, популистская социальная политика, целенаправленное обращение к беднейшим слоям населения, внешнеполитический успех в индо-пакистанской войне 1971 года.
Но к середине 1970-х годов нарастающий бюрократический диктат и социально-экономические трудности изменили общественные настроения. Значительная часть населения отказывала ИНК в поддержке. Участились оппозиционные выступления, столкновения с полицией, демонстрации и забастовки. Партии Джан сангх, Сватантра, Шив сена выступали с правонационалистических, консервативно-либеральных и этноконфессиональных позиций. Объединённая социалистическая партия организовывала профсоюзные выступления. Сильнейшей оппозиционной структурой являлось массовое националистическое движение Раштрия сваямсевак сангх (РСС). Складывался альянс всех видов оппозиции — от индуистской (РСС, Джан сангх) до мусульманской (Джамаат), от правой консервативной (Сватантра) до левой социалистической (иногда с примыканием коммунистов и маоистов) — против авторитаризма ИНК, лично Индиры Ганди и непотистских тенденций, проявлявшихся в роли Санджая.
На фоне обострения политической ситуации в 1974 году произошла консолидация оппозиционных сил. По инициативе Чарана Сингха была создана партия Бхаратия лок дал (БЛД, Индийская народная партия). В неё вошли партия Чарана Сингха Бхаратия кранти дал (Индийская революционная партия), несколько социалистических партий, федералистская партия Уткальский конгресс и Сватантра.

## Протестные выступления оппозиции

### Студенческие демонстрации и рабочие забастовки
Массовые протесты вспыхнули в конце 1973 года. Студенческие волнения в Гуджарате вынудили распустить региональное правительство и ввести в штате прямое центральное правление. Весной 1974 года антиправительственное студенческое движение перекинулось в Бихар. Авторитетный оппозиционный лидер Джаяпракаш Нараян призвал к «Тотальной революции» через кампанию ненасильственного сопротивления в духе Махатмы Ганди. Кульминацией протестов стала железнодорожная забастовка в мае 1974 года, возглавленная лидером социалистов Джорджем Фернандесом.
Власти ответили репрессиями. Предполагается, что ядерное испытание, проведённое в 1974 году, в значительной степени имело целью запугивание оппозиции. В политическом руководстве ИНК возникла идея перехода от парламентской республики к президентской системе — для максимальной концентрации власти в руках главы государства (в президентском кресле при этом виделась Индира Ганди). Этот проект был отклонён, но с лета 1974 года началась административно-силовая и юридическая подготовка к введению режима ЧП. Формально-правовые основания создавали конституционные поправки, заблаговременно проведённые правительством Ганди в 1971 году. Эти поправки позволяли правительству в чрезвычайных обстоятельствах приостанавливать конституционные гарантии. Попытки оппозиции оспорить поправки в Верховном суде не имели успеха.

### Судебный иск против Ганди
Социалист-оппозиционер Радж Нараин подал иск о фальсификации выборов 1971 года, в ходе которых было объявлено о победе Ганди. 12 июня 1975 года суд Аллахабада удовлетворил иск, признав недействительным избрание Ганди в парламент и запретив ей в течение шести лет занимать выборные посты. При этом решение обосновывалось сравнительно малозначимыми процедурными нарушениями, наиболее серьёзные обвинения были признаны недоказанными. Однако антиправительственные забастовки и демонстрации протеста прокатились по стране. Их возглавили Нараян, Нараин, Фернандес и Морарджи Десаи.
Индира Ганди опротестовала аллахабадское решение в Верховном суде. Высшая инстанция оставила в силе лишение депутатского мандата, но занятие Ганди премьерской должности признала правомерным.

### Призыв к ненасильственному неповиновению
25 июня 1975 года Нарайян созвал в Дели массовый митинг протеста. Он призвал полицию не выполнять аморальных приказов — что перекликалось с призывами Махатмы Ганди времён сатьяграхи. Это выступление было воспринято властями как сигнал к мятежу.

## Режим чрезвычайного правления

### Введение ЧП
В тот же день, 25 июня 1975 года, Индира Ганди и президент Индии Фахруддин Али Ахмед (деятель ИНК, близкий к премьеру) совместно объявили о введении чрезвычайного положения в стране. Немедленно начались аресты антиправительственного актива и блокирование оппозиционных СМИ. Лишь на следующий день решение двух первых лиц официально завизировал полный состав правительства. Основанием для фактического прекращения действия Конституции объявлялась «угроза национальной безопасности». Политическая оппозиция фактически обвинялась в государственной измене и содействии Пакистану.
Новый режим наделил премьер-министра полномочиями править посредством указов, вводить законы без парламентского утверждения и изменять Конституцию. Развернулось массированное наступление на оппозицию. Оказались в заключении Джаяпракаш Нараян, Радж Нараин, Морарджи Десаи (будущий премьер-министр), Атал Бихари Ваджпаи (будущий премьер-министр), Чаран Сингх (будущий премьер-министр), Лал Кришна Адвани (будущий вице-премьер и министр внутренних дел). Последним из основных лидеров — в июне 1976 года — был арестован скрывавшийся в подполье Джордж Фернандес (будущий министр обороны), обвинённый в подготовке террористических актов.
Реакция в мире на происходящее была весьма противоречивой. Всецело на стороне правительства Ганди выступили СССР и большинство государств «соцлагеря». Наиболее негативную позицию заняли КНР и Пакистан. С осуждением выступили США. Правительства стран Западной Европы реагировали в целом сдержанно, но резко протестовали против репрессий в отношении конкретных лиц.

### Политические репрессии и социальные преследования
Оппозиционные партии, общественные организации и профсоюзы подверглись запрету. Наиболее жёсткие полицейские преследования обрушились на РСС и исламистские группировки. В результате между традиционно враждовавшими силами возникли солидарность и сотрудничество.

Члены РСС заинтересовались Кораном. Члены Джамаата участвовали в сеансах йоги. Вместе праздновали дни республики. Обменивались сладостями в индуистские и мусульманские праздники.

Подверглись репрессиям также компартия и особенно прокитайская КПИ(М). В некоторых штатах были сменены местные правительства. Фактически отменилась неприкосновенность личности, аресты осуществлялись во внесудебном порядке. По данным Международной амнистии, общее количество заключённых по политическим мотивам составило около 140 тысяч человек. Многие подверглись пыткам. Установленный порядок получил название «кладбищенской дисциплины».
Индира Ганди анонсировала экономическую программу из 20 пунктов, предполагавшую рост производства и усиление социальной политики. Однако социальная программа в значительной степени свелась к массовому сносу дешёвого жилья — делийских трущоб — при уничтожении потенциальных очагов волнений. На период ЧП пришлась политика принудительной стерилизации, по действие которой попали, по разным подсчётам, 8-10 миллионов индианок.
Основную ответственность за политику чрезвычайного положения несла премьер Ганди. Политические репрессии координировал министр внутренних дел Брахмананда Редди. Социальное давление на общество курировал Санджай Ганди-младший.

## Сопротивление режиму

### Протесты сикхов
Оппозиционные партии были сильно дезорганизованы и ослаблены репрессиями. Первоначально противодействие новому режиму оказала сикхская община.
Первый организованный протест против «фашистского режима Конгресса» состоялся в Амритсаре 9 июля 1975 года. Акцию «за спасение демократии» организовала партия Акали Дал. Сикхские лидеры объявили, что их конфессия, боровшаяся за свободу и при Моголах, и при англичанах, не смирится с её потерей.
Индира Ганди была растеряна из-за упорного сопротивления сикхов. Правительство попыталось установить негласный контакт с руководством Акали дал, предлагая разделить между правящей и сихской партиями контроль над парламентом Пенджаба. Однако лидер Акали дал Харчаран Сингх Лонговал отказался от переговоров до отмены ЧП.

Вопрос не в том, останется ли Индира Ганди премьер-министром. Суть в другом: быть ли демократии в Индии. Демократия стоит на трёх китах — сильной оппозиции, независимом суде и свободной прессе. Чрезвычайное положение уничтожает всё это.

Следующим очагом гражданского неповиновения стал Делийский университет. Однако полицейские репрессии быстро нейтрализовали протесты. С января 1976 года публичные открытые выступления проводили только сикхи. Ежемесячно они выходили на демонстрации в новолуние, символизируя «тёмную ночь Индии».

### Националистическое подполье и межпартийная консолидация
Главный удар репрессий был направлен против РСС, в котором правительство резонно усматривало основную опасность. Организация во главе с Мадхукаром Деорасом сумела сохранить разветвлённую структуру в подполье и даже активизироваться. Религиозно-националистические мотивы отошли на второй план, задачей объявлялось восстановление демократии. The Economist характеризовал РСС середины 1970-х годов как «единственную в мире революционную силу, не являющуюся левой».
Сикхи предпочитали массовые мирные протесты. Националисты, исламисты и радикальные социалисты — силовое противостояние (Джордж Фернандес с единомышленниками планировал теракт против главы правительства). Но со второй половины 1976 года началось воссоздание и консолидация оппозиционных политических сил, оформленное в коалицию Джаната. На фоне постоянных авторитарных злоупотреблений оппозиционная агитация встречала активный отклик.

## Поражение на выборах и падение режима

### Самообман властей
Целью режима ЧП являлась стабилизация внутриполитического положения под контролем правительства ИНК. Политическая власть сконцентрировалась в руках Индиры Ганди и её окружения. По ряду признаков индийская политическая система приобрела черты диктатуры. Однако задача кардинального изменения политической системы, полного разрушения демократических институтов и отмены правовых процедур не ставилась властями.
Парламентские выборы были отложены, но уверенная в своих позициях Ганди назначила их проведение на март 1977 года. Верхушка ИНК считала, что чрезвычайный режим сыграл свою роль, и опасность отстранения от власти миновала. Это впечатление оказалось самообманом.
18 января 1977 года было отменено чрезвычайное положение. Освобождены политические заключённые, включая лидеров оппозиционной «Джанаты». Оппозиция призвала индийцев воспользоваться «последним шансом в выборе между демократией и диктатурой».

### Выборы 1977 года: победа оппозиции
Выборы в Лок сабха 16-20 марта 1977 года принесли сокрушительное поражение ИНК. Индира и Санджай Ганди, как и большинство их сторонников, потеряли депутатские мандаты. Большинство получила БДП. Новое правительство — первое неконгрессистское в истории независимой Индии — возглавил недавний заключённый Морарджи Десаи.
«Эксцессы и злоупотребления периода чрезвычайного положения», особенно репрессии и стерилизация, явились главной причиной поражения ИНК. Важную роль сыграли также небывалая прежде консолидация оппозиционных сил, эффективность подпольного сопротивления РСС, массовое раздражение конгрессистской пропагандой, раскол и деморализация значительной части актива ИНК.

### 1980-е годы: реванш ИНК
Новое правительство попыталось привлечь к судебной ответственности руководителей режима ЧП. Однако сбор доказательной базы для уголовных обвинений оказался крайне сложной задачей, а политическая мотивация «мести победителей» — слишком очевидной. Специально учреждённые трибуналы не смогли осудить руководителей ИНК в соответствии с требуемой процедурой (лишь некоторые чиновники низших эшелонов были осуждены за частные нарушения). Социально-экономические трудности и новые политические конфликты вскоре вытеснили из массового сознания возмущение произволом 1975—1976 годов.
Индира Ганди и её сторонники довольно быстро восстановили свои позиции, переформатировали ИНК и на выборах 1980 года сумели вернуться к власти. Уроки были извлечены, откровенных нарушений демократии более не предпринималось. Однако борьба между правительством и сикхским движением Халистан приняла характер локальной гражданской войны, жертвами которой стали как сикхский лидер Джарнаил Сингх Бхиндранвале, так и Индира Ганди.

## Оценки и итоги
Период чрезвычайного положения — специфический отрезок индийской истории. В общем и целом он оценивается негативно, как временный отход от демократического развития. Историк Бипан Чандра считает режим 1975—1977 годов политической авантюрой Санджая Ганди, попыткой партийно-бюрократической группировки закрепить свою власть на неопределённый срок.

Режим попрал демократию. Мы должны были бороться. При всех политических разногласиях, режим создал почву для объединения. Мы доказали, что не являемся противниками мусульман только потому, что они мусульмане. В борьбе против правительства, за демократию, мы были вместе.

Чандрашекхар Бхандари, руководящий активист РСС

Однако существуют иные мнения мнения — Виноба Бхаве, мать Тереза — поддержавшие меры правительства Ганди как дисциплинирующие, экономические обоснованные и снизившие накал межконфессиональных столкновений.
Так или иначе, индийское общество отвергло авторитарный режим и сумело выйти из него конституционно-демократическим путём.